# Phyllanthus caribaeus
Phyllanthus caribaeus är en emblikaväxtart som beskrevs av Ignatz Urban. Phyllanthus caribaeus ingår i släktet Phyllanthus och familjen emblikaväxter. Inga underarter finns listade i Catalogue of Life.